# نافيد نجيبان
نافيد نجيبان (بالفارسية: نوید نگهبان)‏ (مواليد في 2 يونيو 1968) هو ممثل إيراني أمريكي، لعب أدورًا في العديد من المسلسلات والأفلام، كما مثل دور الطبيب سهيل نجار في فيلم برين أون فاير.

## وصلات خارجية
- نافيد نجيبان على موقع IMDb (الإنجليزية)
- نافيد نجيبان على موقع ألو سيني (الفرنسية)
- نافيد نجيبان على موقع قاعدة بيانات الأفلام السويدية (السويدية)
- نافيد نجيبان على موقع قاعدة بيانات الفيلم (الإنجليزية)